# Stacje Zborne Oficerów w PSZ
Stacje Zborne Oficerów w PSZ – jednostki powstałe na polecenie generała Władysława Sikorskiego, grupujące rezerwy oficerów Polskich Sił Zbrojnych. Jednocześnie przede wszystkim służyły one za miejsce izolacji, odosobnienia dla oficerów i osób cywilnych niewygodnych dla Sikorskiego, których osadzano w nich bez wyroków sądowych. Pierwszy taki obóz utworzono we Francji w Cerizay zwanym Serezą – Berezą (ze względu na fonetyczne podobieństwo do Berezy Kartuskiej).
Po upadku Francji rozkazem gen. Mariana Kukiela p.o. Dowódcy Obozów i Oddziałów Wojska Polskiego w Szkocji z dnia 11 sierpnia 1940 roku stworzono analogiczny obóz na szkockiej wyspie Bute, zwanej przez Polaków Wyspą Węży, w miejscowości Rothesay. Osoby tam przebywające nie mogły opuszczać wyspy bez zezwolenia komendanta obozu – stacji zbornej. Przebywała tam między innymi Aleksandra Piłsudska żona marszałka Józefa Piłsudskiego, generał Stefan Dąb-Biernacki i były premier Marian Zyndram-Kościałkowski.
Niechlubną kartę historii Polskich Sił Zbrojnych zakończyła interpelacja dwóch posłów Labour Party (Henry Morrison i Gerard McKinney) w parlamencie brytyjskim, po której rząd nakazał likwidację obozów w czerwcu 1942 roku.

## Ośrodek w Cerizay
Pierwszy ośrodek utworzony został rozkazem ministra spraw wojskowych z 22 listopada 1939 w Cerizay k. Angers we Francji. Była to jednostka wojskowa dla nadwyżek oficerów Wojska Polskiego, dla których w tej fazie reorganizacji polskiej armii nie było przydziałów oraz dla „nieprawomyślnych” i „sprawców klęski wrześniowej”.

## Ośrodek na wyspie Bute
Po klęsce Francji ośrodek został ewakuowany do Rothesay na wyspie Bute w Szkocji, gdzie funkcjonował pod nazwą Stacja Zborna Oficerów. Obozy odosobnienia PSZ mieściły się w Rothesay i Tignabruich i podlegały gen. Dembińskiemu. Przez obóz w Rothesay przeszło ok. 1500 oficerów, w tym ok. 20 generałów, a przez obóz w Tignabruich – ok. 200 oficerów. Komendantem stacji był gen. bryg. Bolesław Jatelnicki-Jacyna, a podobozu w Tignabruich płk Władysław Spałek.
Osadzeni oficerowie pobierali niższą gażę, kwaterowali prywatnie i mogli poruszać się wyłącznie za zezwoleniem komendanta garnizonu.
Protesty parlamentarzystów brytyjskich w Izbie Gmin spowodowały likwidację obozów. Wiosną 1942 roku rozesłano oficerów na różne kursy, przeszkolenia i staże. Na wyspie Bute pozostali jedynie oficerowie starzy i chorzy.
13 września 1940 roku zorganizowano też obóz dla skazanych i ukaranych dyscyplinarnie. Obóz mieścił się początkowo w Kingledoors (Lanarkshire), a 23 listopada przeniesiony został do Shinafoot, a następnie do Abernethy. Z chwilą utworzenia oddziału polskiego przy brytyjskim więzieniu w Coatdyke obóz uległ likwidacji. Obóz miał charakter karny, osadzeni traktowani byli surowo, niekiedy brutalnie.

## Osoby internowane w obozie
Wśród osób internowanych na Bute znaleźli się:
- gen. Tadeusz Alf-Tarczyński
- gen. Stefan Dąb-Biernacki
- Adam Doboszyński, działacz SN
- Michał Grażyński, wojewoda śląski
- kpt. pil. Janusz Meissner[9]
- płk. Tadeusz Münnich, główny adiutant Naczelnego Wodza marsz. Edwarda Rydza-Śmigłego
- gen. Rudolf Dreszer,
- gen. Jerzy Ferek-Błeszyński,
- gen. Władysław Kalkus,
- gen. Kazimierz Ładoś
- kpt. Jerzy Niezbrzycki
- gen. pil. Ludomił Rayski
- gen. Stanisław Rouppert
- gen. Sergiusz Zahorski
- Marian Zyndram-Kościałkowski, b. premier.